# Annette Kerr
Annette Kerr (1920 - 23 de septiembre de 2013) fue una actriz británica de cine y televisión.
Sus numerosas apariciones en televisión incluyen papeles en series como UFO (en 1970), 2point4 niños (en la década de 1990, como Dora Grimes) y Burning de Londres (en 1992). Su último trabajo en televisión fue acreditado One Foot in the Grave (en 1995, como Ruth). Esto marcó su segunda aparición en la serie, después de una pequeña parte de "Lady in Teashop" en 1992.
Kerr se refiere con frecuencia en El Diario de Kenneth Williams editado por Russell Davies. Parece que él estaba enamorado de ella y que eran amigos, y también trabajaron juntos en una serie de producciones teatrales.